# Піростильпніт
Піростильпніт (рос. пиростильпнит; англ. pyrostilpnite; нім. Pyrostilpnit m) — мінерал, стибієвий сульфід срібла острівної будови.
Від піро… і грецьк. «стильпнос» — блискучий (J.D.Dana, 1868).
Син. — обманка вогненна, пірохроліт.

## Загальний опис
Хімічна формула: Ag3SbS3.
Склад у %: Ag — 59,76; Sb — 22,48; S — 17,76.
Сингонія моноклінна. Призматичний вид.
Форми виділення: тонкотаблитчасті і сноповидні агрегати, розетки. Часто утворює плоскі ромби.
Густина 5,94.
Твердість 2.
Колір гіацинтово-червоний.
Риса оранжево-жовта.
Блиск алмазний.
Злам раковистий.
Гнучкий у тонких пластинах.
Показники заломлення дуже високі.
Спайність досконала.
Зустрічається з іншими сульфосолями срібла в гідротермальних родовищах. Рідкісний.
Знахідки: Санкт-Андреасберґ (Гарц), Вольфах (Шварцвальд), Фрайберг (Саксонія) — ФРН, Пршибрам (Чехія), Чаньярсійо і Колькечака (Чилі), Байя-Спріє (Румунія), шт. Каліфорнія (США).